# Gourmet

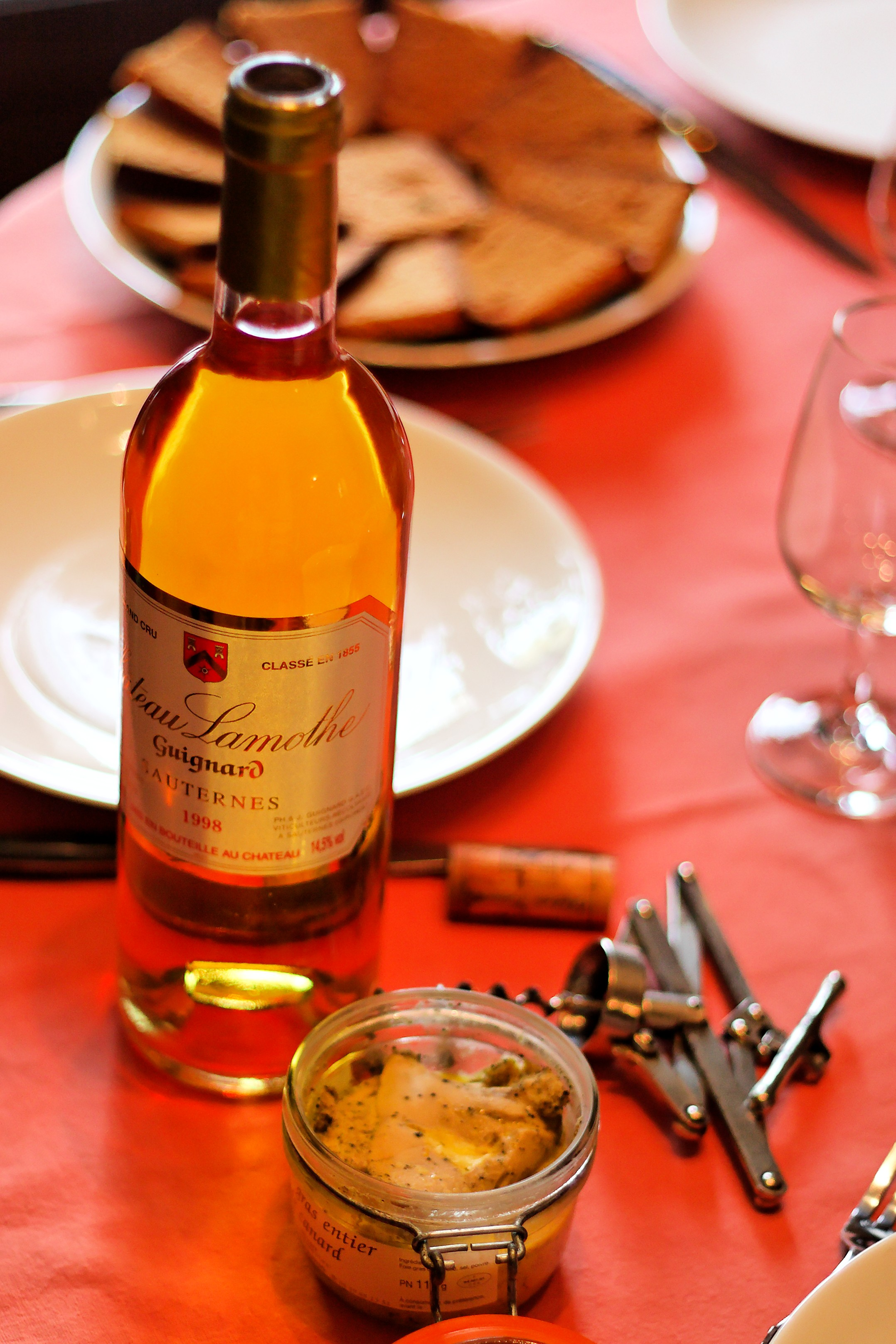
Foie gras amb vi de Sauternes

Gourmet és una paraula d'origen francès associada amb les arts culinàries dels aliments i les begudes de qualitat o l'alta cuina (haute cuisine) que es caracteritza per les preparacions refinades i molt elaborades i la presentació refinada. Aquest terme sovint es fa servir en sentit positiu al contrari que el terme de gourmand (golafre).

## Origen de la paraula
La paraula gourmet prové del terme francès per designar un tastavins empleat d'un venedor de vins Al segle xviii, gourmet i gourmand connotaven connotacions negatives de golafreria, que actualment només s'han mantingut pel terme gourmand. Gourmet va passar a ser respectable en l'obra de Monsieur Grimod de la Reynière, en el seu Almanach des Gourmands, que en la pràctica és la primera guia de restaurants del món que es va publicar a París de 1803 a 1812.
Anteriorment fins i tot la liberal Encyclopédie oferia un to moralitzant en l'entrada Gourmandise, definida com a "refinat i incontrolat amor pel bon menjar".